# Kalkskinnlav
Kalkskinnlav (Leptogium biatorinum) är en lavart som först beskrevs av William Nylander och fick sitt nu gällande namn av William Allport Leighton. 
Kalkskinnlav ingår i släktet Leptogium och familjen Collemataceae.  Arten är reproducerande i Sverige. Inga underarter finns listade i Catalogue of Life.